# Franz Ignaz von Holbein

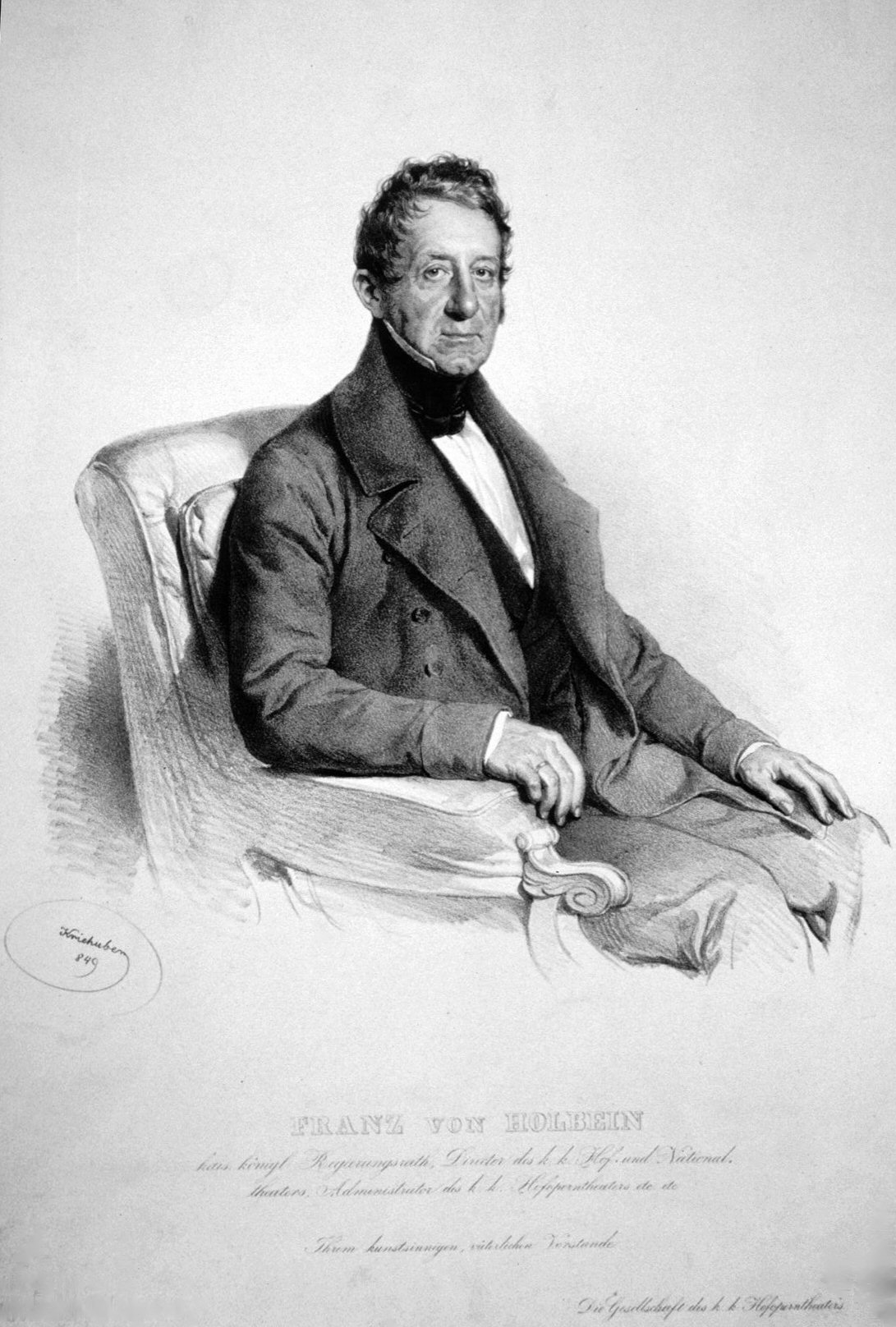
Franz Ignaz von Holbein, Lithographie von Josef Kriehuber, 1849

Franz Ignaz von Holbein (* 27. August 1779 in Zistersdorf, Niederösterreich; † 5. September 1855 in Wien) war ein österreichischer Bühnendichter und Theaterdirektor.

## Leben
Franz Ignaz von Holbein (Edler von Holbeinsberg) sollte sich dem Staatsdienst widmen, folgte aber seinem abenteuerlichen Sinn und zog, sich seinen Unterhalt mit Singen und Gitarrespielen erwerbend, unter dem Namen „Fontano“ durch die Welt.
In Fraustadt nahm er Engagements bei Döbbelins Theatergesellschaft, später beim Hoftheater zu Berlin an, wurde sodann Gatte der Gräfin Lichtenau und nahm seinen Wohnsitz in Breslau, wo er unter anderem das Schauspiel Fridolin nach Schillers Der Gang nach dem Eisenhammer dichtete.
Nachdem er sich nach fünfjähriger Ehe hatte scheiden lassen, zog er wieder mit einer von ihm verbesserten Gitarre umher, bis ihn Graf Ferdinand Pálffy als Theaterdichter an das Theater an der Wien berief, wo er im August 1808 auch Hoftheaterdirektor mit 1000 Gulden Gehalt wurde. Daneben gastierte er in Regensburg, Stuttgart und Nürnberg, wo er einen Brief des Bamberger Arztes Adalbert Friedrich Marcus erhielt, mit der Bitte, in Bamberg zu gastieren und die Intendanz des dortigen Theaters zu übernehmen. Das Bamberger Gastspiel fand vom 1. bis 24. April 1810 statt, im Herbst übernahm Holbein tatsächlich die Direktion des dortigen Theaters und übertrug E. T. A. Hoffmann den Posten des Musikdirektors. Zu seinem Ensemble gehörte zu Beginn auch die Opernsängerin Elisabeth Röckel. In Bamberg schrieb er sein beifällig aufgenommenes Turnier zu Kronstein und ging, nachdem er von 1812 bis 1813 zugleich mit dem Bamberger auch das Würzburger Theater geleitet hatte, 1816 als Regisseur nach Hannover. Von da zog er 1819 an das Prager Ständetheater, wo er als Direktor, Regisseur und Schauspieler tätig war und im Februar 1820 als Macbeth debütierte. 1824 kehrte er wieder nach Hannover zurück und übernahm 16 Jahre lang die Direktion des Hoftheaters.
1841 in gleicher Stellung nach Wien an das Hofburgtheater berufen, hielt er sich hier bis Ende 1849, zu welcher Zeit Laube eintrat; 1853 gab er auch die Leitung des Hofoperntheaters auf.

## Familie
Franz Ignaz von Holbein war dreimal verheiratet. 1802 heiratete er in Breslau die Gräfin Lichtenau, von der 1806 wieder getrennt wurde. In zweiter Ehe vermählte er sich 1820 in Prag mit der Schauspielerin Marie Johanna Renner (1775–1824), mit der er die Tochter Marie von Holbein hatte, die ebenfalls Schauspielerin wurde. Seine dritte Frau heiratete er 1827: Johanna Göhring, die unter dem Namen ihres Mannes als Johanna von Holbein bekannt wurde. Aus dieser Ehe entstammten drei Söhne, die alle drei als Offiziere in der k. k. österreichischen Armee dienten, darunter Franz von Holbein-Holbeinsberg.

## Werke
Holbein schrieb eine große Anzahl an Stücken, die durch praktische Machart vorübergehenden Erfolg errangen, ohne inneren Wert zu besitzen. Gesammelt erschienen sie als
- Theater (Rudolstadt 1811, 2 Bde.),
- Neuestes Theater (Pest 1822–23) und
- Dilettantenbühne (Wien 1826).

Die Geschichte seines Lebens und Strebens enthält der erste und einzige Teil seines Deutschen Bühnenwesens (Wien 1853).

## Ehrungen
1898 wurde die Holbeingasse in Wien-Favoriten nach ihm benannt.
Weiterst findet man auch die Holbeingasse in Zistersdorf, neben seinem Geburtshaus (Abriss um 1904, um an derselben Stelle das neue Rathaus zu errichten).
Noch heute befindet sich an dieser Stelle eine Erinnerungstafel.